# Jüdischer Friedhof (Hebenshausen)

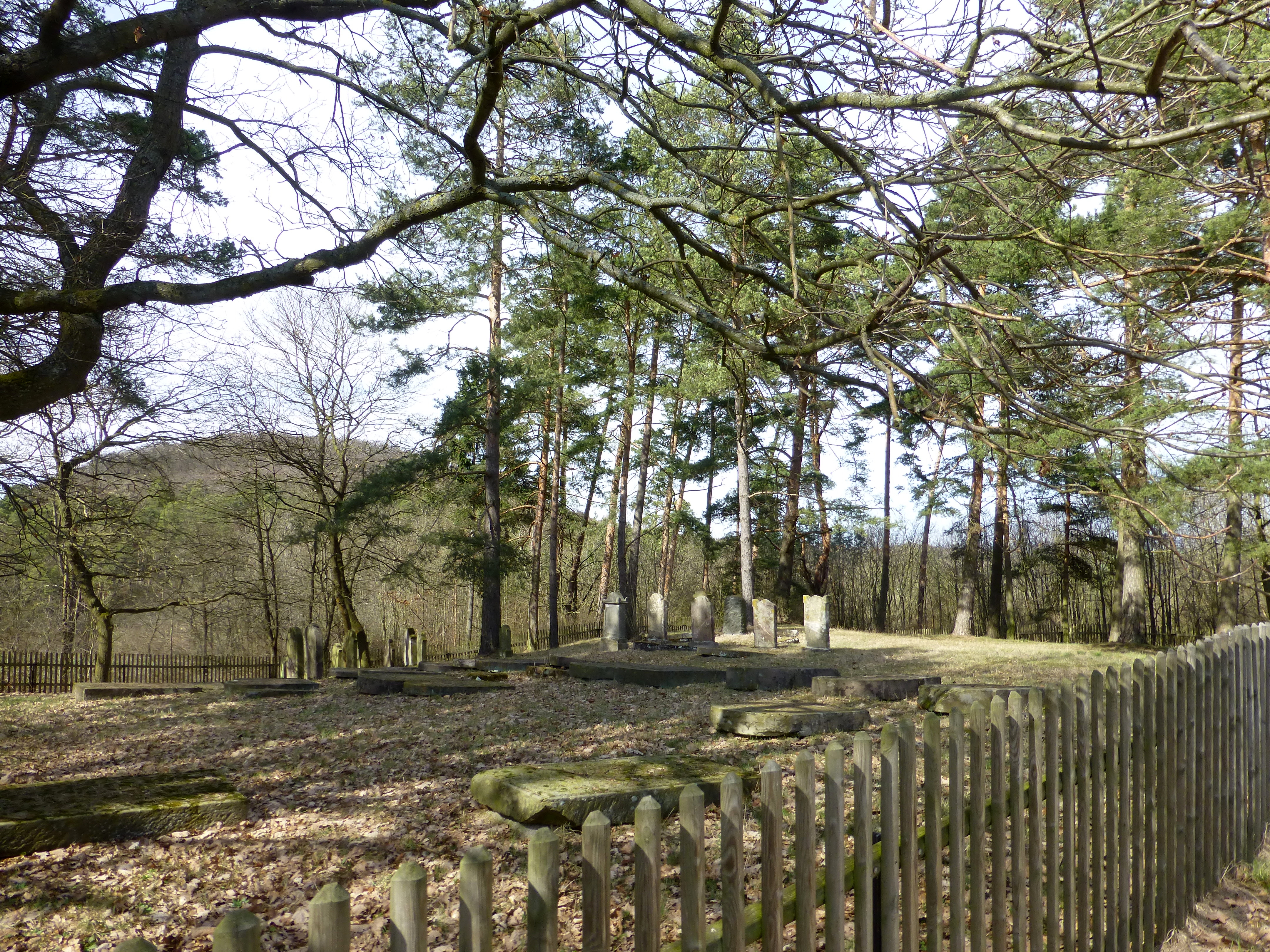
Jüdischer Friedhof Hebenshausen

Der Jüdische Friedhof Hebenshausen ist ein Friedhof im Ortsteil Hebenshausen der Gemeinde Neu-Eichenberg im Werra-Meißner-Kreis in Hessen. Der Friedhof ist ein Kulturdenkmal.
Der 2800 m² große jüdische Friedhof befindet sich etwa zwei km nördlich des Dorfes auf einer Höhe in der Nähe der nach Marzhausen bzw. Göttingen führenden B 27. Er ist erreichbar über einen landwirtschaftlichen Fahrweg. Es sind 76 Grabsteine vorhanden.
Der Friedhof wurde zu Beginn des 18. Jahrhunderts angelegt und von 1736 bis 1922 belegt.